# گزا فون بلواری
گزا فون بلواری (مجاری: Géza von Bolváry؛ ۲۶ دسامبر ۱۸۹۷ – ۱۰ اوت ۱۹۶۱) بازیگر، کارگردان فیلم و فیلم‌نامه‌نویس اهل مجارستان بود.
از فیلم‌ها یا مجموعه‌های تلویزیونی که وی در آن‌ها نقش داشته‌است، می‌توان به پریمیر، سرنوشت و شماره ۱۷ اشاره نمود.